# روشن‌آباد (بردسکن)
روشن‌آباد روستایی از توابع بخش مرکزی شهرستان بردسکن در استان خراسان رضوی ایران است.

## جمعیت
این روستا در دهستان کوهپایه قرار دارد و براساس سرشماری مرکز آمار ایران در سال ۱۳۹۰، جمعیت آن ۹ نفر (۴ خانوار) بوده‌است.